# Józef Cichy (żołnierz)

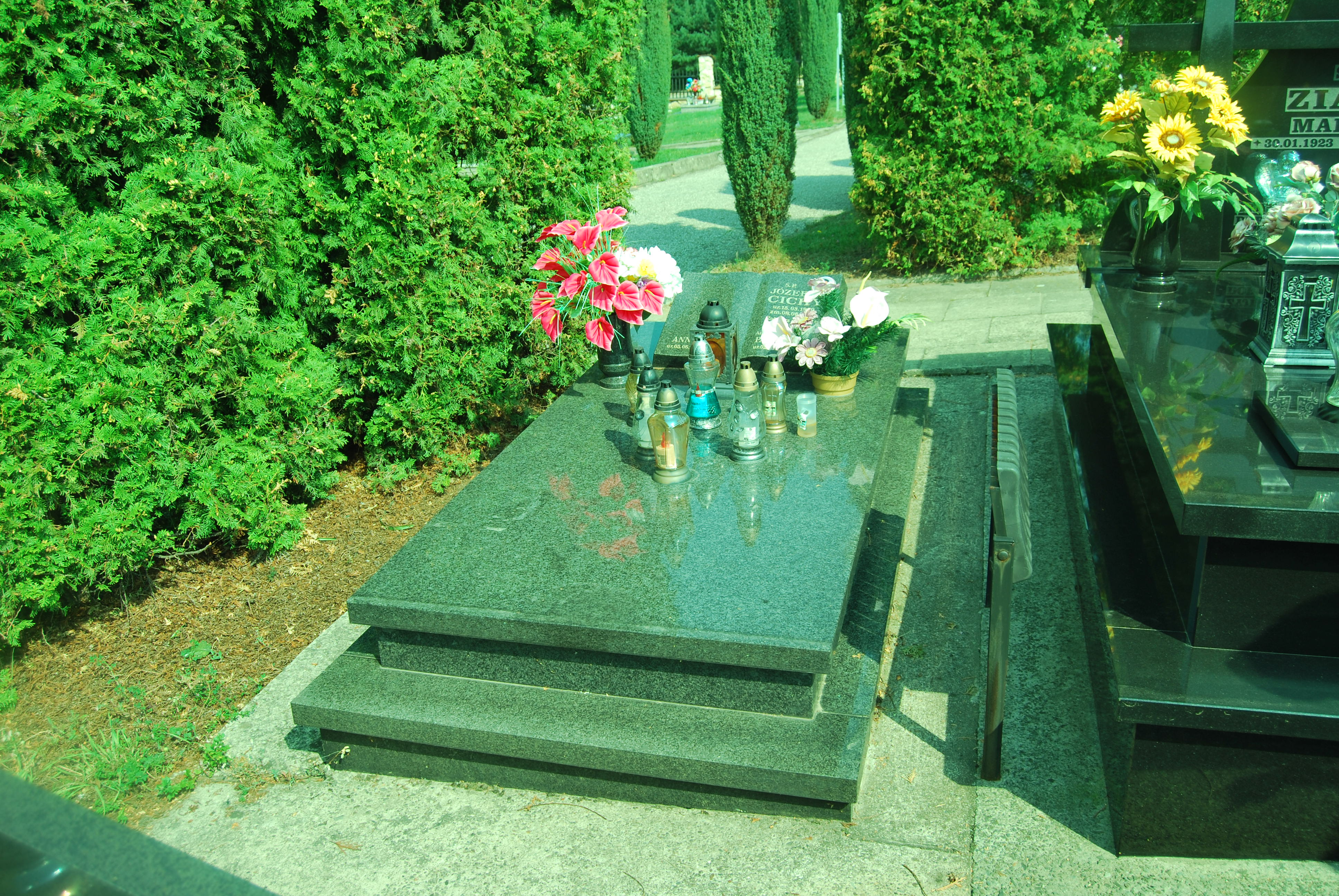
Grób Józefa Cichego na cmentarzu w Myślachowicach

Józef Cichy (ur. 16 marca 1920 w Myślachowicach, zm. 8 czerwca 2015 w Chrzanowie) – polski żołnierz, uczestnik II wojny światowej, podporucznik WP w stanie spoczynku.

## Życiorys
Według jego relacji po kampanii wrześniowej został zatrzymany przez Sowietów przy próbie przekroczenia granicy między strefami okupacyjnymi niemiecką i radziecką, gdy jechał do rannego brata, do Lwowa. Przebywał na zesłaniu w Donbasie, skąd uciekł przez Soczi i Suchumi na Kaukaz. Po podpisaniu układu Sikorski-Majski wstąpił do Armii Polskiej na Wschodzie i przeszedł szlak bojowy przez Palestynę i Włochy biorąc udział między innymi w bitwie o Monte Cassino. Do Polski wrócił w 1947 roku. Pracował w  kopalni w Sierszy i jako elektryk w różnych zakładach pracy.
W ostatnim okresie życia znany był ze zmagań z Zakładem Ubezpieczeń Społecznych o legitymację inwalidy wojennego, która uprawniałaby go do bezpłatnych leków. Dokumenty potwierdzające przebyty przez niego w czasie II wojny światowej szlak bojowy, zostały skonfiskowane i zniszczone po jego powrocie do Polski w 1947 roku przez Urząd Bezpieczeństwa. Odpowiednie dokumenty udało się odnaleźć w Brytyjskich Archiwach Narodowych, ale procedura nadawania uprawnień inwalidy wojennego nie została zakończona przez ZUS do momentu śmierci Józefa Cichego w dniu 8 czerwca 2015 roku w szpitalu w Chrzanowie. Józef Cichy został pochowany 10 czerwca tego samego roku na cmentarzu w Myślachowicach.

## Wybrane odznaczenia
- Krzyż Kawalerski Orderu Odrodzenia Polski[4][5]
- Brązowy Krzyż Zasługi
- Krzyż Czynu Bojowego Polskich Sił Zbrojnych na Zachodzie
- Krzyż Pamiątkowy Monte Cassino
- Odznaka honorowa „Za Zasługi dla Związku Kombatantów RP i Byłych Więźniów Politycznych”
- Italy Star (Wielka Brytania)
- 1939-1945 Star (Wielka Brytania)
- Defence Medal (Wielka Brytania)
- War Medal 1939-1945 (Wielka Brytania)
- Africa Star (Wielka Brytania)